# Whytockia sasakii
Whytockia sasakii là một loài thực vật có hoa trong họ Tai voi. Loài này được (Hayata) B.L. Burtt miêu tả khoa học đầu tiên năm 1941.